# Gephyromantis pseudoasper
Gephyromantis pseudoasper är en groddjursart som först beskrevs av Jean Guibé 1974.  Gephyromantis pseudoasper ingår i släktet Gephyromantis och familjen Mantellidae. IUCN kategoriserar arten globalt som livskraftig. Inga underarter finns listade i Catalogue of Life.